# Departamento General Belgrano (La Rioja)

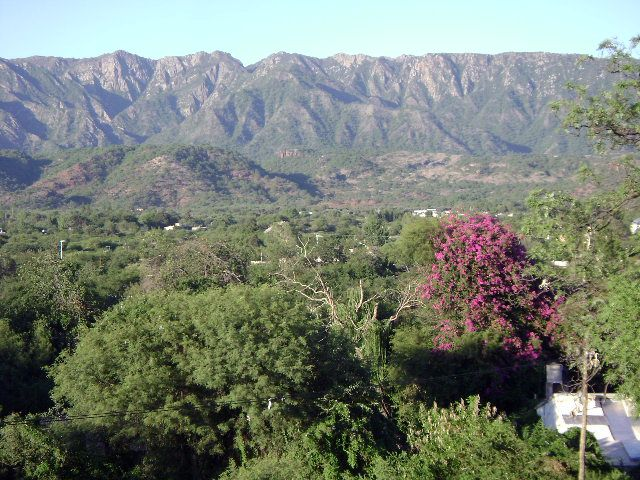
Panorámica de Olta, La Rioja.

General Belgrano es uno de los 18 departamentos en los que se divide la provincia de La Rioja (Argentina). Se encuentra en la región sudeste de la provincia, en el área llamada "De los Llanos" por sus características topográficas. Olta, la ciudad cabecera del departamento es llamada "Jardín de los Llanos". Su nombre honra a Manuel Belgrano, General del Ejército del Norte.

## Superficie y límites
El Departamento General Belgrano tiene una superficie de 2556 km², y según los datos correspondientes al censo del año 2010, su densidad poblacional era de 2.9 hab/km².
Limita al norte con el departamento Chamical, al oeste con los de General Ángel Vicente Peñaloza y General Facundo Quiroga, al sur con el de General Ocampo y al este con la provincia de Córdoba (Dpto. Cruz del Eje y Dpto. Minas).

## Población
Para el censo 2022 el departamento registró 7618 habitantes. Esto representó un aumento en la cantidad de personas del 3,4%, menor al crecimiento poblacional provincial que se situó en 15,1%.Estos datos situaron al departamento como el séptimo más poblado de la provincia.
La evolución de la población del departamento General Belgrano muestra leves variaciones a lo largo de las décadas, presentando un crecimiento demográfico moderado.
| Gráfica de evolución demográfica de Departamento General Belgrano (La Rioja) entre 1960 y 2022 |
|                                                                                                |
| Fuente: Censos Nacionales de Población, Hogares y Viviendas.                                   |

Un elemento significativo resulta el crecimiento de las últimas décadas de la población en la localidad cabecera del departamento.
|                                                     | 1960  | 1970  | 1980  | 1991  | 2001  | 2010  | 2022 |
| --------------------------------------------------- | ----- | ----- | ----- | ----- | ----- | ----- | ---- |
| Total del Departamento                              | 5137  | 5022  | 4896  | 5848  | 7161  | 7370  | 7618 |
| Olta (Cabecera)                                     | 1226  | 1241  | 1777  | 2863  | 4068  | 4547  |      |
| Índice de población en la localidad cabecera (en %) | 23.86 | 24.71 | 36.29 | 48.95 | 56.80 | 61.69 |      |

## Localidades y parajes
- Olta
- Castro Barros
- Chañar
- Loma Blanca
- Talva
- Baldes de Pacheco
- Esquina del sur
- Cortaderas
- Tala verde
- La huerta
- Miraflores
- Monte Grande
- San Ramón
- Simbolar
- El cardonal

- Loma alta
- Corral de negro
- Santa cruz
- El virque

## Actividades agropecuarias
La actividad económica principal del departamento es la cría de ganado bovino y caprino, con el desarrollo paralelo de cultivo de forrajeras.
| Año  | Bovinos | Caprinos | Ovinos | Porcinos | Frutales (ha.) | Olivo Aceite (ha.) | Olivo Conserva (ha.) | Forrajeras anuales (ha.) | Forrajeras peremnes (ha.) | Otros (ha.) | Total ha. implantadas |
| ---- | ------- | -------- | ------ | -------- | -------------- | ------------------ | -------------------- | ------------------------ | ------------------------- | ----------- | --------------------- |
| 2002 | 24424   | 24454    | 2694   | 734      | 34.1           | -                  | -                    | 154                      | 1137.5                    | 0.1         | 1646.3 (**)           |
| 2008 | 14774   | 23922    | 2076   | 708      | 35 (*)         | 2.5                | 6.5                  | 9                        | 2082                      | 7.6         | 2142.60               |

(*) Membrillos

(**) Incluye hectáreas destinadas a cereales, cultivos industriales, hortalizas y plantación de bosques y montes

## Sitios de interés turístico

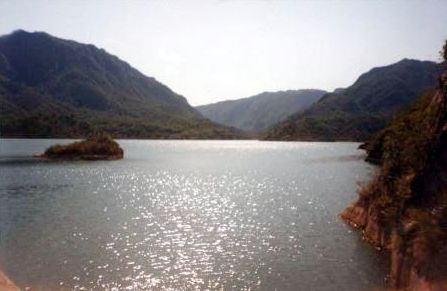
Dique de Olta, Departamento General Belgrano, La Rioja.

En el departamento General Belgrano existen una serie de sitios de interés turístico recreativo, paisajístico, cultural y científico.
- Parroquia Nuestra Señora de la Candelaria, capilla Virgen de Famatina, iglesia antigua de Chañar Viejo y Cristo de los Llanos
- Loma de la Cruz
- Quebrada del Padre, de Don Moisés, del Chorro, del Viento y del Shinqui
- Piedra Parada
- Sierras de Luján
- Quebrada del Vallecito
- Dique de Olta y del Cisco
- Plaza Federal el Chacho
- Bosque Petrificado de Olta
- Las Torrecitas
- Canteras de Laja
- Sitios Arqueológicos: Barrera, Barrera II, Cuesta Colorada, Chimenea, Ciénaga, Talva y Río El Cuchigran

## Sismicidad
La sismicidad de la región de La Rioja es frecuente y de intensidad baja, y un silencio sísmico de terremotos medios a graves cada 30 años en áreas aleatorias.